# ダウル
ダウル（Ad-Dawr الدور）は、イラクのサラーフッディーン県にある村。ドゥール（Ad-Dur）とも表記する。
2003年12月13日、イラク戦争の赤い夜明け作戦においてサッダーム・フセインが逮捕された時、フセインが隠れていた場所として知られている。
2014年6月、ISILの侵攻を受け、支配下に入る。
2015年3月2日、イラク軍がサラーフッディーン県で空爆支援を受ける約3万人の兵士と民兵を投入した大規模な奪還作戦を開始し、ティクリート、ダウル、アラムの3ヵ所の戦線に進軍。
2015年3月8日、イラク軍がダウル中心部をISILから奪還。9ヵ月ぶりにイラク支配下に戻った。

## 主な出身者
- イッザト・イブラーヒーム（政治家）
- サービル・アブドゥルアズィーズ・アッ＝ドゥーリー（軍人、政治家）